# یوگینی شالونوف
یوگینی شالونوف (روسی: Евгений Владимирович Шалунов؛ زادهٔ ۸ ژانویهٔ ۱۹۹۲) دوچرخه‌سوار اهل روسیه است.
از باشگاه‌هایی که در آن بازی کرده‌است می‌توان به تیم ریدیوشک و گازپروم-روس‌ولو اشاره کرد.